# Множество допустимых альтернатив
Множество допустимых альтернатив (множеством допустимых наборов) — в микроэкономике множество всех наборов благ, которые в принципе могут быть доступны потребителю и из которых потребитель делает выбор. Множество допустимых альтернатив может иметь произвольную, не обязательно числовую природу (см., например, Парадокс Кондорсе). Однако чаще всего рассматривают подмножества товарных наборов, которые описываются числовыми значениями. 
На множестве допустимых альтернатив задаются отношения предпочтения, которые упорядочивают наборы по степени их желательности для экономического агента. Предпочтения наряду с бюджетным ограничением используются при постановке задачи потребителя, описывающей процедуру оптимального выбора.

## Определение
Множество допустимых альтернатив — это просто набор произвольных опций, доступных потребителю {\displaystyle X=\{A,B,C,...\}}. Чаще всего рассматривают подмножества в {\displaystyle \mathbb {R} _{+}^{L}}, которые описываются числовыми значениями. Математически множество допустимых альтернатив определяется как множество упорядоченных наборов вида:
{\displaystyle X=\{(x_{1},...x_{L})\in \mathbb {R} _{+}^{L}\}}
Каждое число в таком наборе представляет собой количество соответствующего ему блага. 

## Свойства множества
Количество блага может быть ограничено. Например, ограничено количество часов отдыха в течение суток. Следует отличать физическую ограниченность блага от ограниченности, накладываемой бюджетным ограничением. Физическая ограниченность связана с природой самого блага и не зависит от дохода потребителя.
Количество блага может быть как положительными, так и отрицательным. Примером отрицательного числа может служить количество часов труда, предлагаемого агентом на рынке труда. Часто можно перейти от отрицательного значения к положительному, если рассматривать противоположное число. Например, можно вместо часов труда рассматривать часы отдыха, так как сумма времени труда и отдыха равна продолжительности суток, которая фиксирована.
Отдельные блага могут быть дискретными. Например, измеряться в штуках. Для удобства моделирования часто предполагается, что количество благ, входящих в набор, меняется непрерывно. Блага являются бесконечно делимыми. Это позволяет использовать методы теории оптимизации при решении задачи потребителя.
Множество допустимых альтернатив может включать ноль {\displaystyle (0,0,...0)\in X}. Интуитивно это означает, что потребитель может ничего не выбирать.

## Выбор потребителя
При моделировании поведения потребителя предполагается, что он имеет возможность сравнивать наборы между собой. В этом случае говорят, что заданы предпочтения потребителя на множестве допустимых альтернатив. В частности, при некоторых условиях может существовать функция полезности, которая представляет предпочтения. С математической точки зрения, отношение предпочтения — это бинарное отношение на множестве, а функция полезности — это способ скалярного ранжирования.
Чаще всего потребителю доступны не все наборы благ, а лишь некоторое их подмножество. Например, если доход потребителя ограничен, то фактический выбор осуществляется в пределах бюджетного множества.
Существует два подхода к моделированию поведения потребителя.
1. Подход, основанный на предпочтениях. При этом подходе предполагается, что известно отношение предпочтения на множестве допустимых альтернатив. Тогда выбор потребителя является решением задачи потребителя.
2. Подход, основанный на наблюдении за выбором потребителя. При этом подходе предпочтения потребителя неизвестны, и исследователь судит о них на основании выявленных предпочтений.